# Ray Jackendoff
Ray Jackendoff (nacido el 23 de enero de 1945) es un lingüista estadounidense. A 2023, Jackendoff es profesor de filosofía, Seth Merrin Chair en Humanidades y, junto con Daniel Dennett, codirector del Centro de Estudios Cognitivos de la Universidad Tufts. A lo largo de toda su carrera ha cruzado la frontera entre lingüística generativa y lingüística cognitiva, comprometido tanto con la existencia de una gramática universal innata (una tesis importante de la lingüística generativa) como con ofrecer una explicación del lenguaje que sea consistente con la comprensión actual de la mente y cognición humanas (el propósito principal de la lingüística cognitiva).
La investigación de Jackendoff se relaciona con la semántica del lenguaje natural, su relación con la estructura formal de la cognición y su expresión léxica y sintáctica. Jackendoff ha llevado a cabo amplia investigación sobre la relación entre conciencia y la teoría computacional de la mente, sobre teoría sintáctica y, junto con Fred Lerdahl, sobre cognición musical, investigación que ha culminado en su teoría generativa de la música tonal. Asimismo, su teoría de semántica conceptual se desarrolló en una teoría integral sobre los fundamentos del lenguaje, que de hecho es el título de una monografía (2002): Foundations of Language: Brain, Meaning, Grammar, Evolution (Fundamentos de lenguaje: Cerebro, Significado, Gramática, Evolución . En su obra Semantics and cognition (Semántica y cognición) de 1983, fue uno de los primeros lingüistas en integrar la facultad visual en la explicación del significado y el lenguaje humano.
Jackendoff fue alumno de los lingüistas Noam Chomsky y Morris Halle en el Instituto de Tecnología de Massachusetts, de donde recibió su doctorado en lingüística en 1969. Antes de unirse a la Universidad Tufts en 2005, Jackendoff fue profesor de lingüística y director del programa de lingüística en la Universidad Brandeis entre 1971 y 2005. Durante el semestre de primavera de 2009 fue profesor externo del Santa Fe Institute. Jackendoff fue galardonado con el Premio Jean Nicod en 2003. En 2014 recibió el Premio David E. Rumelhart. Ha recibido también doctorados honoríficos de la Université du Québec à Montréal (2010), la Universidad Nacional de Música de Bucarest (2011), la Academia de Música de Cluj-Napoca (2011), la Universidad Estatal de Ohio (2012) y la Universidad de Tel Aviv (2013).

## Interfaces y gramática generativa
Jackendoff argumenta en contra de una perspectiva centrada en la sintaxis de la gramática generativa (lo que denomina sintactocentrismo), en desacuerdo con modelos anteriores como la teoría estándar (1968), la teoría estándar extendida (1972), la teoría estándar extendida revisada (1975), el teoría de rección y ligamiento (1981), y el programa minimalista (1993), en los que la sintaxis es el único componente generativo del lenguaje. Jackendoff considera que la sintaxis, la semántica y la fonología son todas generativas, interconectadas por medio de componentes de interfaz. La tarea de esta teoría es formalizar las reglas de interfaz apropiadas.
A la vez que rechaza la gramática generativa de línea predominante a raíz de su sintactocentrismo, la escuela de semántica cognitiva ha propuesto una idea con la que simpatizaría Jackendoff, a saber, que el significado es un sistema combinatorio aparte que no depende del todo de la sintaxis. A diferencia de muchos de los enfoques de semántica cognitiva, Jackendoff sostiene que ni la sintaxis por sí sola debe determinar la semántica, ni viceversa. La sintaxis solo necesita hacer interfaz con la semántica en la medida necesaria para producir un resultado fonológico correctamente ordenado (véase Jackendoff 1996, 2002; Culicover & Jackendoff 2005).

## Contribución a la cognición musical
Jackendoff, junto con Fred Lerdahl, ha mostrado un interés en la capacidad humana para la música y la relación de ésta con la capacidad humana para el lenguaje. En particular, la música tiene estructura así como «gramática» (un medio por el cual los sonidos son combinados en estructuras). Cuando un oyente escucha música en un idioma con el que está familiarizado, la música no se escucha simplemente como un flujo de sonidos, sino que más bien, el oyente construye una comprensión inconsciente de la música y es capaz de entender piezas musicales nunca antes escuchadas. Jackendoff está interesado en el problema de en qué estructuras cognitivas o «representaciones mentales» consiste tal comprensión en la mente del oyente, en cómo un oyente llega a adquirir la gramática musical necesaria para entender un idioma musical particular, en qué recursos innatos en la mente humana posibilitan tal adquisición y finalmente, en qué partes de la capacidad musical humana están gobernadas por funciones cognitivas generales y qué partes resultan de funciones especializadas ajustadas específicamente para la música (Jackendoff & Lerdahl, 1983; Lerdahl, 2001). También se han planteado preguntas similares con respecto al lenguaje humano, si bien existen diferencias. Por ejemplo, es más probable que los humanos hayan evolucionado un módulo especializado de lenguaje que uno para la música, en tanto incluso los aspectos especializados de la comprensión musical están vinculados a funciones cognitivas más generales.

## Obras selectas
- Jackendoff, Ray (1972). Semantic Interpretation in Generative Grammar. Cambridge, Massachusetts: MIT Press. pp. 400. ISBN 0-262-10013-4.
- Jackendoff, Ray (1977). X-Bar Syntax: A Study of Phrase Structure. Cambridge, Massachusetts: MIT Press. pp. 248. ISBN 0-262-10018-5.
- Jackendoff, Ray (1983). Semantics and Cognition. Cambridge, Massachusetts: MIT Press. pp. 283. ISBN 0-262-10027-4.
- Lerdahl, Fred; Ray Jackendoff (1983). A Generative Theory of Tonal Music. Cambridge, Massachusetts: MIT Press. pp. 369. ISBN 0-262-12094-1.
- Jackendoff, Ray (1987). Consciousness and the Computational Mind. Cambridge, Massachusetts: MIT Press. pp. 356. ISBN 0-262-10037-1.
- Jackendoff, Ray (1990). Semantic Structures. Cambridge, Massachusetts: MIT Press. pp. 322. ISBN 0-262-10043-6.
- Jackendoff, Ray (1992). Languages of the Mind: Essays on Mental Representation. Cambridge, Massachusetts: MIT Press. p. 200. ISBN 0-262-10047-9.
- Jackendoff, Ray (1993). Patterns in the Mind: Language and Human Nature. New York, NY: Harvester Wheatsheaf. p. 243. ISBN 0-7450-0962-X.
- Jackendoff, Ray (1997). The Architecture of the Language Faculty. Cambridge, Massachusetts: MIT Press. pp. 262. ISBN 0-262-10059-2.
- Jackendoff, Ray (2002). Foundations of Language: Brain, Meaning, Grammar, Evolution. Oxford: Oxford University Press. p. 477. ISBN 0-19-827012-7.
- Culicover, Peter W.; Ray Jackendoff (2005). Simpler syntax. Oxford: Oxford University Press. p. 589. ISBN 0-19-927108-9.
- Jackendoff, Ray (2007). Language, Consciousness, Culture: Essays on Mental Structure (Jean Nicod Lectures). Cambridge, Massachusetts: MIT Press. pp. 403. ISBN 978-0-262-10119-6.
- Jackendoff, Ray (2010). Meaning and the Lexicon: The Parallel Architecture 1975–2010. Oxford: Oxford University Press. p. 504. ISBN 978-0-19-956888-8.
- Jackendoff, Ray (2012). A User's Guide to Thought and Meaning. Oxford: Oxford University Press. pp. 274. ISBN 978-0-19-969320-7.